# The Diamond Star
The Diamond Star è un cortometraggio muto del 1911 diretto da David W. Griffith.

## Produzione
Il film fu prodotto dalla Biograph Company,

## Distribuzione
Distribuito dalla General Film Company, il film uscì nelle sale statunitensi il 20 febbraio 1911.